# Uno sbirro tuttofare
Uno sbirro tuttofare (Metro) è un film del 1997 diretto da Thomas Carter, con protagonista Eddie Murphy.

## Trama
Scott Roper (Eddie Murphy) è un negoziatore di ostaggi di San Francisco, in cerca di vendetta quando il suo migliore amico viene ucciso da un ladro di gioielli (Michael Wincott).